# Passow (Schwedt/Oder)
Passow ist ein Ort im Landkreis Uckermark in Brandenburg (Deutschland). Bis zum 18. April 2022 war Passow Zentrum einer eigenständigen Gemeinde, seit dem 19. April 2022 ist es Ortsteil der Stadt Schwedt/Oder.

## Geografie
Passow liegt zwischen Schwedt/Oder und Prenzlau in der Uckermark. Charakteristisch für das Gebiet sind die beiden Urstromtäler der Flüsse Welse und Randow, die hier zusammentreffen und sich in Richtung Südosten zur Oder fortsetzen. Die von zahlreichen Entwässerungsgräben durchzogenen Täler (Randowbruch und Welsebruch), die nur 8 bis 9 m über NHN liegen, werden von Endmoränen flankiert, die Höhen bis zu 69 m ü. NHN erreichen. Das Gemeindegebiet wird von weiten landwirtschaftlich genutzten Wiesen- und Ackerflächen geprägt.

## Geschichte

### Ort Passow
Der Name stammt vom altslawischen prah und deutet auf den slawischen Lokator hin, also Ort des Parš. Als Parsowe wurde der als Angerdorf angelegte Ort 1296 erstmals schriftlich erwähnt. Über Porszow entwickelte sich der Ortsname zu Passow (Mitte des 15. Jahrhunderts). Ehemals in mecklenburgischem Besitz befindlich, kam Passow 1355 zusammen mit Crussow und der Burg Zichow an Pommern.
Archäologische Ausgrabungen im Areal der Umgehungsstraße westlich von Passow erbrachten zwischen November 2003 und Dezember 2005 rund 1.350 archäologische Befunde in sechs Arealen beiderseits der Welse (Oder). Entdeckt wurden Funde aus der späten Mittelsteinzeit, Keramikniederlegungen und Einzelgräber aus der Jungsteinzeit sowie vor allem aus der jüngeren Bronzezeit und der älteren Eisenzeit. Besonders erwähnenswert sind dabei linear angeordnete, parallele Reihen von Gruben, die mit zersprungenen Steinen verfüllt worden waren. Der Ausgräber Erwin Cziesla schreibt: „Zusammen mit den neolithischen Keramik-Deponierungen, den ebenfalls neolithischen Gräbern (inkl. jener aus der Umgebung von Passow) wie auch dem - wenn auch nur in Ausschnitten untersuchten - Areal von Passow 26 sowie den Funden aus Passow 20, wird hier eine ritualisierte Landschaft greifbar, die seit rund 4.000 v. Chr. Bestand hatte und vermutlich bis in die Römische Kaiserzeit von Bedeutung war, denn es fanden sich auch Befunde und ein Brunnen aus dieser Zeitstellung.“ Jüngere, frühslawische Befunde lassen den Ausschnitt einer dörflichen Siedlung erkennen.

### Die Dorfkirche
Die Passower Feldsteinkirche frühgotischen Stils stammt aus dem 3. Viertel des 13. Jahrhunderts. Im 18. Jahrhundert wurde der Westturm angebaut, der 1822 um einen Turmaufsatz erweitert wurde. Zur Ausstattung der Kirche gehört ein spätgotischer Flügelaltar (Anfang des 16. Jahrhunderts) und eine Renaissance-Kanzel (Anfang des 17. Jahrhunderts).
Patron der Kirche war der jeweilige Besitzer des örtlichen Rittergutes, für viele Generationen die briefadelige Familie von Diringshofen, später von Schmeling-Diringshofen, genannt von Diringshofen. Das Gut hatte im 19. Jahrhundert einen Umfang von 902 ha. Davon waren 242 ha Forsten. Letzter namhafter Eigentümer war um 1930 Wilhelm von Diringshofen. Sein Besitz beinhaltete damals, vor der großen Wirtschaftskrise, 945 ha. Gut Passow hatte den Status eines Familienfideikommiss. Verwaltet wurden Teile des Anwesens durch einen Administrator A. Jaeger.
1734 zählte man in Passow 226 Einwohner, 1895 konkret 590 und 1946 dann 808 (darunter viele Umsiedler). Von 1971 bis 1981 stieg die Einwohnerzahl von 748 auf 1.243 durch die Eingemeindung von Wendemark im Jahr 1974.
1840 bis 1843 wurde die Bahnstrecke Berlin–Szczecin gebaut, an der Passow liegt. Vom Bahnhof Passow wurde damals der gesamte Post- und Personenverkehr nach Prenzlau, Pasewalk, Pommern und Rügen abgewickelt. 75 Postkutschen standen bei jedem Zug zur Weiterbeförderung der Passagiere und der Post bereit. Die Bahnstrecke nach Stralsund sollte ursprünglich in Passow von der Bahnstrecke Berlin–Szczecin abzweigen. Schließlich wurde die neue Strecke ausgehend von Angermünde aus gebaut. Der Passower Bahnhof verlor so seine überregionale Bedeutung, und viele Fuhrleute verloren ihre Arbeit.
Passow gehörte seit 1817 zum Kreis Angermünde in der preußischen Provinz Brandenburg. 1952 wurde der Ort in den Kreis Angermünde im DDR-Bezirk Frankfurt (Oder) eingegliedert. Seit 1993 liegt er im brandenburgischen Landkreis Uckermark.
In Passow findet seit 2014 wieder ein Erntefest statt.

### Wohnplatz Wendemark
1552 erstmals in einem Schriftstück des Klosters Gramzow genannt, bedeutete der Ortsname eine geografische Wendemarke – in der Gemarkung des Ortes treffen die weiten Täler der Welse und Randow aufeinander und markieren somit einen landschaftlichen Wechsel. Der Ort (Wohnplatz) gehört seit sem 1. Januar 1974 zu Passow.

### Gemeinde Passow (1998–2022)
Die selbstständigen Gemeinden Briest, Jamikow und Passow schlossen sich am 31. Dezember 1998 zur Gemeinde Welsebruch zusammen, die vom Amt Oder-Welse verwaltet wurde. Am 26. Oktober 2003 wurde die Gemeinde Schönow eingegliedert. Am 1. Oktober 2004 wurde die Gemeinde nach dem zentralen Ort in Passow umbenannt.
Am 3. Oktober 2018 pflanzten Hans-Joachim Gebert (ehemaliger Oberförster und Spender der Bäume), Bürgermeister Walter Henke und Ortsvorsteher Silvio Moritz bei der Kirche, zwischen Mittelstraße 6 und 8, ein Baumdenkmal für die Deutsche Einheit. Gebert (auch SDW-Mitglied) hatte eine Eiche zum 80. Geburtstag bekommen, die anderen Bäume zugekauft und die Stelle ausgesucht. Ulrich Grambauer (AHV Passow GmbH) spendete einen Findling. Steinmetz Thomas Busch aus Gartz setzte die Aufschrift „Deutsche Einheit 1990“. Eine Schrifttafel auf der Rückseite des Steins erklärt die Bedeutung des Denkmals.
Die Gemeinde hatte 1445 Einwohner (Stand: 31. Dezember 2020) auf einer Fläche von 51,38 km². Neben den Ortsteilen Briest, Jamikow, Passow/Wendemark und Schönow gehören die Wohnplätze Ausbau und Wendemark zur Gemeinde. Auf der Gemarkung Passow liegt das Areal des abgegangenen Vorwerks Friedensfolge.
Mit der Auflösung des Amtes Oder-Welse zum 19. April 2022 wurde die Gemeinde aufgelöst und als drei Ortsteile in die Stadt Schwedt/Oder eingemeindet. Dabei wurde Passow/Wendemark in Passow umbenannt.

## Bevölkerungsentwicklung
| Jahr | Einwohner |
| ---- | --------- |
| 1875 | 594       |
| 1890 | 570       |
| 1910 | 607       |
| 1925 | 638       |
| 1933 | 588       |
| 1939 | 542       |
| 1946 | 808       |
| 1950 | 851       |

| Jahr | Einwohner |
| ---- | --------- |
| 1964 | 675       |
| 1971 | 776       |
| 1981 | 1 243     |
| 1985 | 1 208     |
| 1989 | 1 245     |
| 1990 | 1 227     |
| 1991 | 1 207     |
| 1992 | 1 209     |
| 1993 | 1 199     |
| 1994 | 1 187     |

| Jahr | Einwohner |
| ---- | --------- |
| 1995 | 1 189     |
| 1996 | 1 173     |
| 1997 | 1 168     |
| 1998 | 1 546     |
| 1999 | 1 530     |
| 2000 | 1 545     |
| 2001 | 1 495     |
| 2002 | 1 462     |
| 2003 | 1 724     |
| 2004 | 1 713     |

| Jahr | Einwohner |
| ---- | --------- |
| 2005 | 1 717     |
| 2006 | 1 672     |
| 2007 | 1 619     |
| 2008 | 1 622     |
| 2009 | 1 611     |
| 2010 | 1 585     |
| 2011 | 1 537     |
| 2012 | 1 533     |
| 2013 | 1 510     |
| 2014 | 1 469     |

| Jahr | Einwohner |
| ---- | --------- |
| 2015 | 1 473     |
| 2016 | 1 464     |
| 2017 | 1 454     |
| 2018 | 1 431     |
| 2019 | 1 451     |
| 2020 | 1 445     |

Gebietsstand des jeweiligen Jahres, Einwohnerzahl: Stand 31. Dezember (ab 1991), ab 2011 auf Basis des Zensus 2011
Der Bevölkerungszuwachs zwischen 1971 und 1981 ist auf die Eingemeindung von Wendemark im Jahr 1974 zurückzuführen.

## Politik

### Gemeindevertretung
Die Gemeindevertretung von Passow bestand aus zehn Gemeindevertretern und dem ehrenamtlichen Bürgermeister. Die Kommunalwahl am 26. Mai 2019 führte zu folgendem Ergebnis:
| Partei / Wählergruppe                                   | Stimmenanteil | Sitze |
| ------------------------------------------------------- | ------------- | ----- |
| Wählergruppe Briest, Jamikow, Passow/Wendemark, Schönow | 93,8 %        | 9     |
| CDU                                                     | 06,2 %        | 1     |

### Bürgermeister
- 1998–2019: Walter Henke (FDP)[16]
- 2019–2022: Silvio Moritz (Wählergruppe Briest, Jamikow, Passow/Wendemark, Schönow)

Moritz wurde in der Bürgermeisterwahl am 26. Mai 2019 ohne Gegenkandidat mit 85,2 % der gültigen Stimmen für eine Amtszeit von fünf Jahren gewählt.

## Sehenswürdigkeiten
Siehe auch: Liste der Baudenkmale in Schwedt/Oder#Passow
- Kirche Passow
- Baumdenkmal für die Deutsche Einheit bei der Kirche, zwischen Mittelstraße 6 und 8; dazu gehört ein Findling mit der Aufschrift „Deutsche Einheit 1990“ und einer Schrifttafel auf der Rückseite.[8][9]

## Verkehr
Passow liegt an der Bundesstraße 166 zwischen Prenzlau und Schwedt. Sie führt seit 2006 als südliche Ortsumgehung an Passow vorbei. Damit ist sie als Autobahnzubringer zur A 11 Berlin–Stettin für die Tanklastzüge aus der Erdölraffinerie Schwedt ohne Ortsdurchfahrt.
Der Bahnhof Passow liegt an der Bahnstrecke Berlin–Szczecin. Er wird von der Regionalexpresslinie RE 66 Berlin-Lichtenberg–Szczecin Główny und der Regionalbahnlinie RB 66 Angermünde–Szczecin Główny bedient. Nördlich von Passow zweigt die Werkbahn der Schwedter Erdölraffinerie (PCK-Raffinerie) ab.

## Persönlichkeiten
- Ernst Kriesche (1849–1935), Architekt
- Otto Rostoski (1872–1962), deutscher Internist, geboren in Passow
- Irene Wolff-Molorciuc (1955–2012), Politikerin (Die Linke), lebte in Passow